# Nahuel Bustos
Lautaro Nahuel Bustos (Córdoba, 4 de julio de 1998) es un futbolista argentino. Juega como delantero en el Club Atlético Talleres de Córdoba de la Liga Profesional de Argentina.

## Trayectoria
Nacido futbolísticamente en Argentino Peñarol, Nahuel supo ser noticia al debutar con gol en primera en un partido del Torneo del Interior 2013 con tan sólo 14 años. El resultado de ese partido fue un 7 a 0 contra Racing de Valle Hermoso. El club cordobés se consagró campeón de aquel torneo frente a Tinogasta Central, el primer título en AFA del jugador. Un año después, Bustos llegó a Talleres.
En el club cordobés comenzó en las divisiones inferiores. Fue parte del plantel campeón de 2014 en Séptima de la Liga Cordobesa, siendo el goleador de dicha categoría con doce anotaciones. Al año siguiente, con 23 tantos fue el segundo goleador de la sexta de AFA, escoltando a Catriel Sánchez, quien marcó 28. Nahuel fue premiado como el "jugador destacado del año" por la AFA. Firmó su contrato con el primer equipo en el año 2015. Al año siguiente los dos hicieron su primera pretemporada con el primer equipo junto a Fernando Juárez, Catriel Sánchez y Nicolás Marotta. En el último partido de la B Nacional (frente a Chacarita) consigue debutar con el primer equipo; ingresó por Nazareno Solís en el minuto 43 del segundo tiempo.
Fue convocado en junio de 2016 a la selección de fútbol sub-20 de Argentina. En 2017, fue campeón del Torneo de Reserva, goleador del equipo y uno de los más anotadores del torneo. Por sus logros, recibió el Premio Estímulo que otorga La Voz del Interior.
En 2018, jugando la Copa Libertadores Sub-20, debutó en el primer partido marcando tres goles, lo que posibilitó la victoria de Talleres en su debut en el torneo ante Atlético Venezuela por 3-0. Ese año comenzó a ser titular en algunos partidos, consiguió el bicampeonato con la Reserva de Talleres y se consolidó en el primer equipo. El 7 de octubre de 2018 marcó su primer doblete en el 3-0 ante Belgrano por el clásico cordobés. Allí marcó un destacado gol desde fuera del área, pegada con la que se destacó durante su carrera.
Tras un fugaz préstamo en el Pachuca Club de Fútbol de México, regresa a Talleres habiendo marcado un solo gol.
En la siguiente temporada se consolidó como uno de los goleadores del campeonato en la primera mitad del torneo. Durante ese tiempo, fue anunciada su convocatoria en dos oportunidades a la selección argentina sub-23. Particularmente, estas dos convocatorias se dieron en el contexto previo a los enfrentamientos con Boca (por la Superliga) y un posible cruce con River (por Copa Argentina). Finalizó el año como máximo goleador del torneo con ocho tantos y siendo calificado por diferentes medios como la revelación de la Superliga Argentina.
En el receso de verano, sonó un posible traspaso al fútbol de España, Alemania, Portugal, Brasil o México, pero su cláusula de rescisión de 18 millones de euros lo mantuvo alejado de esas posibilidades.
Bustos volvió a ser convocado a la sub-23 previo al siguiente enfrentamiento entre Talleres y Boca. Disputó el Preolímpico Sudamericano en el que fue suplente de Adolfo Gaich y llegó a marcar un gol. La selección argentina obtuvo el título, clasificando así a los Juegos Olímpicos de Tokio.
En la temporada 2019-20, con el conjunto argentino de Talleres, disputó 21 encuentros y firmó diez goles y cuatro asistencias.
El 5 de octubre de 2020 firmó por el Girona F. C. en calidad de cedido por C. A. Talleres durante una temporada. En julio de 2021 regresó al club, en esta ocasión cedido por el Manchester City F. C. En este segundo año lograron ascender a la Primera División de España.
El 5 de agosto de 2022 llegó cedido al São Paulo F. C. hasta junio de 2023 con la posibilidad de extender el préstamo hasta final de año. Finalmente esto último no terminó ocurriendo, debido a que el jugador rescindió en mutuo acuerdo su contrato con el elenco brasileño, en la fecha del 24 de noviembre de 2022, siendo su principal motivo el no haber sumado los minutos de juego que esperaba.

## Selección nacional

### Participaciones sub-23
| Torneo                        | Sede     | Resultado | Partidos | Goles |
| ----------------------------- | -------- | --------- | -------- | ----- |
| Preolímpico Sudamericano 2020 | Colombia | Campeón   | 3        | 1     |

## Estadísticas

### Clubes
Actualizado hasta su último partido disputado el 27 de mayo de 2025.
| Club                         | Div.          | Temporada     | Liga  | Liga  | Liga   | Copas nacionales | Copas nacionales | Copas nacionales | Copas internacionales | Copas internacionales | Copas internacionales | Total | Total | Total  |
| Club                         | Div.          | Temporada     | Part. | Goles | Asist. | Part.            | Goles            | Asist.           | Part.                 | Goles                 | Asist.                | Part. | Goles | Asist. |
| ---------------------------- | ------------- | ------------- | ----- | ----- | ------ | ---------------- | ---------------- | ---------------- | --------------------- | --------------------- | --------------------- | ----- | ----- | ------ |
| C. A. Talleres (C) Argentina | 2.ª           | 2016          | 1     | 0     | 0      | —                | —                | —                | —                     | —                     | —                     | 1     | 0     | 0      |
| C. A. Talleres (C) Argentina | 1.ª           | 2016-17       | 4     | 0     | 0      | —                | —                | —                | —                     | —                     | —                     | 4     | 0     | 0      |
| C. A. Talleres (C) Argentina | 1.ª           | 2017-18       | —     | —     | —      | —                | —                | —                | —                     | —                     | —                     | 0     | 0     | 0      |
| C. A. Talleres (C) Argentina | 1.ª           | 2018-19       | 11    | 5     | 0      | —                | —                | —                | —                     | —                     | —                     | 11    | 5     | 0      |
| C. A. Talleres (C) Argentina | 1.ª           | 2019-20       | 20    | 9     | 4      | 3                | 1                | 0                | —                     | —                     | —                     | 23    | 10    | 4      |
| C. A. Talleres (C) Argentina | 1.ª           | 2023          | 21    | 7     | 0      | 16               | 4                | 0                | —                     | —                     | —                     | 37    | 11    | 0      |
| C. A. Talleres (C) Argentina | 1.ª           | 2024          | 1     | 0     | 0      | 13               | 2                | 1                | 5                     | 0                     | 1                     | 19    | 2     | 2      |
| C. A. Talleres (C) Argentina | 1.ª           | 2025          | 12    | 0     | 0      | 2                | 0                | 1                | 6                     | 0                     | 0                     | 20    | 0     | 1      |
| C. A. Talleres (C) Argentina | Total club    | Total club    | 70    | 21    | 4      | 34               | 7                | 2                | 11                    | 0                     | 1                     | 115   | 28    | 7      |
| C. F. Pachuca · México       | 1.ª           | C-2019        | 4     | 0     | 0      | 4                | 1                | 0                | —                     | —                     | —                     | 8     | 1     | 0      |
| C. F. Pachuca · México       | Total club    | Total club    | 4     | 0     | 0      | 4                | 1                | 0                | 0                     | 0                     | 0                     | 8     | 1     | 0      |
| Girona F. C. · España        | 2.ª           | 2020-21       | 33    | 2     | 1      | 4                | 2                | 2                | —                     | —                     | —                     | 37    | 4     | 3      |
| Girona F. C. · España        | 2.ª           | 2021-22       | 42    | 11    | 2      | 3                | 0                | 0                | —                     | —                     | —                     | 45    | 11    | 2      |
| Girona F. C. · España        | Total club    | Total club    | 75    | 13    | 3      | 7                | 2                | 2                | 0                     | 0                     | 0                     | 82    | 15    | 5      |
| São Paulo F. C. · Brasil     | 1.ª           | 2022          | 9     | 1     | 0      | —                | —                | —                | —                     | —                     | —                     | 9     | 1     | 0      |
| São Paulo F. C. · Brasil     | Total club    | Total club    | 9     | 1     | 0      | 0                | 0                | 0                | 0                     | 0                     | 0                     | 9     | 1     | 0      |
| C. A. San Lorenzo Argentina  | 1.ª           | 2024          | 18    | 1     | 1      | 1                | 0                | 0                | 2                     | 0                     | 0                     | 21    | 1     | 1      |
| C. A. San Lorenzo Argentina  | Total club    | Total club    | 18    | 1     | 1      | 1                | 0                | 0                | 2                     | 0                     | 0                     | 21    | 1     | 1      |
| Total carrera                | Total carrera | Total carrera | 176   | 36    | 8      | 46               | 10               | 4                | 13                    | 0                     | 1                     | 235   | 46    | 13     |
| 1. 2.                        |               |               |       |       |        |                  |                  |                  |                       |                       |                       |       |       |        |

## Palmarés

### Títulos nacionales
| Título                  | Club               | País      | Año  |
| ----------------------- | ------------------ | --------- | ---- |
| Torneo del Interior     | Argentino Peñarol  | Argentina | 2013 |
| Primera B Nacional      | C. A. Talleres (C) | Argentina | 2016 |
| Supercopa Internacional | C. A. Talleres (C) | Argentina | 2023 |

### Títulos internacionales
| Título                   | Club (*)         | País     | Año  |
| ------------------------ | ---------------- | -------- | ---- |
| Preolímpico Sudamericano | Argentina sub-23 | Colombia | 2020 |

### Distinciones individuales
| Distinción                                                      | Año     |
| --------------------------------------------------------------- | ------- |
| Mejor jugador del mes de marzo en la Segunda División de España | 2021-22 |